# Rechtsseitiger Gänsbach
Der Rechtsseitige Gänsbach ist der rechte und nordöstliche Oberlauf des Gänsbach in den mittelfränkischen Landkreisen Donau-Ries und Weißenburg-Gunzenhausen.

## Verlauf
Der Bach entspringt auf einer Höhe von 494 m ü. NHN südlich von Hüssingen auf dem Gebiet der Gemeinde Westheim. Nach etwa 500 m wechselt er in die Gemeinde Hainsfarth, speist mehrere Weiher und durchfließt Steinhart. Nach einem Lauf von rund 4,0 Kilometern fließt er bei der Hasenmühle von Hainsfarth mit dem Linksseitigen Gänsbach zusammen.